# 의약품

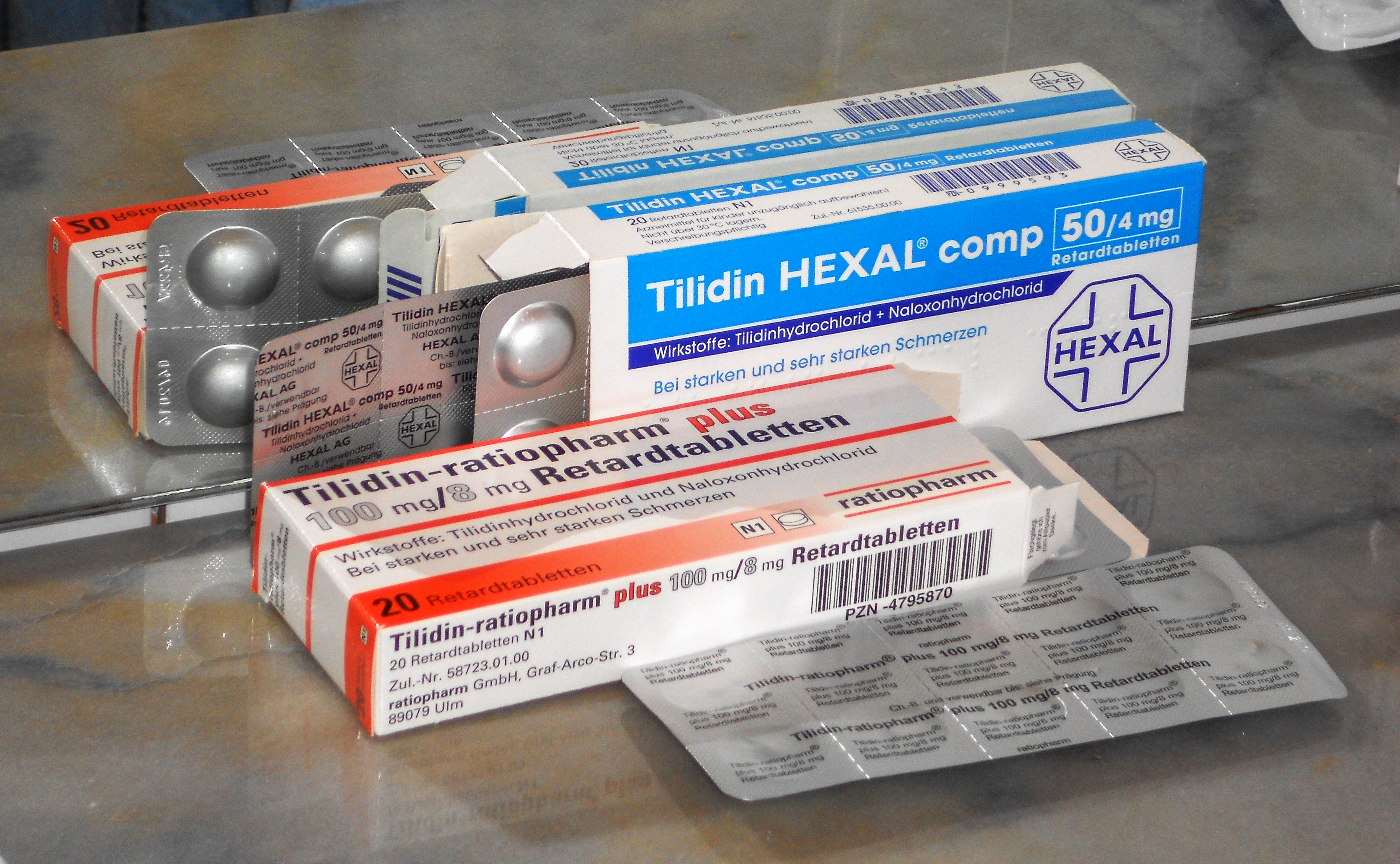

의약품(醫藥品)이란 병을 치료하거나 증상을 억제하는 혹은 일시적으로 통증을 줄여 주는 데 쓰이는 특정한 물질로, 일반적으로 약이라고 불린다. 
대한민국의 의약품은 의약외품하고 의료 기기가 아닌 물질로 정의된다.
의약품의 사용을 통한 약물치료는 의학에서 질병을 치료하기 위한 주된 방법으로 사용되며, 약사에 의하여 중재된다. 
상업적인 목적으로 만들어진 의약품은 제약회사에서 만들며 새로이 개발된 신약은 특허로서 보호받고 있다.
의약품은 다양한 방법으로 분류되는데, 가장 대표적으로 주로 화학합성에 의하여 만들어지는 소분자 약물하고, 생물학적 제제로서 재조합 단백질, 백신, 혈액제제를 포함하는 생물 유래 물질의 약물로 분류된다. 
한편, 용도에 따라서는 해열제, 진통제, 소화제처럼 같이 그 사용 용도에 따라서 나눌 수 있다. 
또한, 대한민국의 약사법에서는 의약품의 처방 필요 유무에 따라 일반의약품하고 전문의약품으로 나누고 있다.

## 약사법에 따른 구분
약사법에 따르면 의약품은 일반의약품하고 전문의약품으로 구분된다. 
현행 약사법에 의거 의약품은 약국에서 판매하게 되어 있지만, 비타민, 드링크, 안전상비의약품(파스, 소화제, 진통제, 해열제, 제산제, 연고 등)은 일반의약품 중 가벼운 증상에 사용하는 것으로 구매자가 임의로 선택이 가능하며 24시간 편의점, 슈퍼마켓, 연중무휴의 등록된 점포, 자판기에서도 취급이 가능하다.
| 구분       | 오남용 및 부작용 위험 | 구입                                  | 광고                                                                               |
| ---------- | --------------------- | ------------------------------------- | ---------------------------------------------------------------------------------- |
| 일반의약품 | 낮거나 전혀 없음      | 의사 처방전 필요 없음                 | 대중매체(신문, 방송, 잡지) 광고, 일반 공개 허용                                    |
| 전문의약품 | 높음                  | 의사 처방전 없이 판매가 금지되어 있음 | 대중매체 광고, 일반 공개 금지 (의사나 약사 들이 보는 신문하고 잡지에만 광고 가능). |

## 같이 보기
- 희귀의약품
- 약학